# 麦库姆 (密西西比州)
麦库姆（McComb）是美国密西西比州派克县的一座城市，人口约1.3万（2000年）。

## 外部連結
- 维基导游上有關McComb的旅行指南
- City of McComb official website （页面存档备份，存于）
- McComb City Railroad Depot Museum （页面存档备份，存于）
- Civil Rights Movement Archive ~ McComb Project （页面存档备份，存于）
- History of Civil Rights Movement in McComb （页面存档备份，存于）